# Åsa Lantz
Åsa Cecilia Lantz Ahlberg, född Lantz 4 april 1966 i Sandared i Sandhults församling, är en svensk författare och manusförfattare.

## Verk
Åsa Lantz debuterade 1996 med romanen Skrud och fick samma år Borås Tidnings kulturstipendium ur Tore G Wärenstams minnesfond. Hennes senaste roman, Vår man i Shanghai 2011, är andra delen i en psykologisk och politisk thrillerserie som hon kallar Genesistrilogin. Förutom romaner har Lantz skrivit filmmanuskript. I december 2008 stod hon för manus till tv-dramatiseringen av Selma Lagerlöfs erotiska liv; filmen baserades på Lagerlöfs kärleksbrev. 

### Romaner
- 1996 – Skrud.
- 2000 – Splitta nota. En son sitter häktad för mord på en skolkamrat och vägrar berätta. En mor rannsakar sig själv och ger sig ut på jakt efter ledtrådar till den gåtfulla handlingen.
- 2010 – Vart tog den söta lilla flickan vägen.  Spänningsroman. Del ett i trilogin.
- 2011 – Vår man i Shanghai. Spänningsroman. Del två i trilogin.

### TV- och filmmanuskript
- 2003 – Solisterna. En man och en kvinna hittas bundna i ett brinnande hus. De räddas i sista sekunden men deras dotter blir kvar i lågorna. En dramaserie i tre delar om en nutida svensk familjs resa mot undergång. Regina Lund spelar mamman[1]. Filmen tilldelades Prix Europa, Television Programme of the Year 2004 – TV Fiction [2].

- 2008 – Selma. En tv-producerad film om den unga författarinnan Selma Lagerlöf som just slagit igenom på allvar med Gösta Berlings saga (1891) och om den något äldre som precis ska motta Nobelpriset i litteratur (1909). I huvudrollen: Helena Bergström.

- 2008 – Åkalla. En dramaserie i fyra avsnitt om en påtvingad emigrations förlorade drömmar, längtan och omvärderingar. I rollerna bland andra Mina Azarian, Elmira Arikan och Poyan Karimi.

- 2016 – Det mest förbjudna. En TV-serie på tre avsnitt som fiktivt speglar episoder ur författaren Kerstin Thorvalls liv, fritt efter dennes roman med samma namn.[3] Huvudrollen spelas av Cilla Thorell.